# Familia moderna (Chile)
Familia moderna fue la adaptación chilena de la serie estadounidense de la cadena ABC Modern Family. La serie producida por Mega se grabó en 2013 y enfrentó varias dificultades antes de salir al aire. Finalmente lo hizo el 3 de diciembre de 2015, habiendo emitido sólo diez capítulos de un total de 24.
Es su primera versión internacional, al ser Chile el primer país en el mundo en recibir los derechos para su adaptación. Su realización está a cargo del mismo equipo responsable de las exitosas series de Mega Casado con Hijos y La Colonia, con la dirección general de Diego Rougier y su adaptación a cargo de Francisco Bobadilla
La serie se graba en casas reales ubicadas en la comuna de Colina de la Región Metropolitana.
Es protagonizada por Patricio Contreras, Mariana Loyola, Nicolás Saavedra y Álvaro Escobar y además cuenta con la participación de la modelo Nidyan Fabregat.

## Producción

### Grabaciones
Las grabaciones comenzaron el 1 de abril de 2013 en el sector de Chicureo, en la comuna de Colina de la Región Metropolitana. En el condominio Las Brisas de Chicureo, optando así por locaciones reales en lugar de sets y estudios. Eso, aunque los preparativos habían comenzado hace seis meses (octubre de 2012), con la adaptación de los guiones.
 A mediados de mayo de 2013 los altos mandos de la televisora privada la evaluaron y determinaron que estaba muy alejada de la realidad chilena, lo que podría convertirla en un proyecto muy lejano al gusto de los televidentes, por lo que debió reescribirse y regrabarse. Y uno de los puntos que más preocupó fue cómo una pareja de hombres podrían adoptar a una bebé, lo cual en Chile, legalmente, no está permitido. Por ello es que esa parte de la historia se cambió. Lo que implicó la suspensión de las grabaciones durante 3 semanas, mientras se reescribían los guiones, y se cambiaba al equipo de escritores.
Según contó Álvaro Escobar al portal de internet terra.cl, las grabaciones correspondientes a su grupo familiar en la serie, iban mucho más adelantadas que el resto del elenco debido a que en los otros casos el trabajo de adaptación sufrió modificaciones respecto a la realidad chilena. “Se debe hacer que al menos esas historias pasen de ser ‘Modern Family’ a ‘Familia Moderna en Chile’. Es tratar de hacer un trabajo de adaptar los contenidos de los libretos para que la gente reconozca más esa realidad a lo que pasa en cada una de las familias acá” asevera Escobar. Agrega el actor a modo de ejemplo, que en la versión original, la pareja de hombres adopta a una niña, pero esa figura legal acá en Chile no existe, por lo tanto se requirió hacer algunos ajustes que se asemejen a lo que ocurre en nuestro país.

### Roces en el elenco
Según citó el medio La Cuarta, la participación de Nidyan Fabregat supuso algunos roces debido al carácter con el que la actriz, quien cumple el rol de Sofía Vergara en la serie original, se habría relacionado con el equipo, lo que se señala que "tampoco ha aportado" al desarrollo de la serie.

### Equipo
El canal del grupo Bethia es el primero en el mundo en adquirir los derechos para realizar una versión local de la producción. Además, este es el primer gran proyecto de la nueva administración de Bethia, encabezada por Mario Conca, tras comprar el canal en marzo del 2012. Familia Moderna la prepara el director Diego Rougier, quien ya dirigió otras adaptaciones del canal, como “Casado con hijos” y “La colonia”.
La adaptación de la serie en versión chilena está a cargo de Francisco Bobadilla. En la producción ejecutiva esta Jimena Oto, y producción general, Tomás Macan, el mismo equipo de “Casado con hijos” y “La colonia”.
Desde el año 2005 Mega se las ha jugado por adaptar series estadounidenses. Comenzó ese año con “La Nany”, la que tuvo regular éxito. Le siguió “Casado con hijos”, el 2006, serie que hasta el día de hoy es la sitcom más vista en Chile, con capítulos que alcanzaron los 40 puntos de índice de audiencia. Con cuatro temporadas, también fue la de mayor duración hasta su fin en 2008.
Para esta nueva adaptación, la principal diferencia con las anteriores que es que “Modern family” seguía en emisión al momento de la producción de esta adaptación, mientras que “La Nany” y “Casado con hijos” ya habían culminado en Estados Unidos.

## Elenco y personajes
Familia Moderna cuenta con un elenco coral. La serie gira en torno a tres familias relacionadas a través de Pepe Gallo y sus dos hijos, Paula Gallo y Gustavo Gallo. Pepe Gallo (Patricio Contreras), el patriarca, está casado con una mujer más joven, Sara (Nidyan Fabregat), una apasionada madre, que, con la ayuda de Pepe, cría a su hijo, Chito (Ian Morong). Paula (Mariana Loyola) es un ama de casa casada con Lete (Álvaro Escobar) un agente inmobiliario y autoproclamado como un padre cool; tienen tres hijos: Laura (Valeska Díaz), la típica adolescente más preocupada por su estatus social que por sus estudios, Javi (Rosita Vial), la inteligente hija mediana y Luca (Luca Yaconi), el poco convencional hijo pequeño. Gustavo (Nicolás Saavedra), un abogado, y su pareja Feña (Mario Soto) crían en conjunto a una niña, Anto (Antonella Castillo), hija biológica de Gustavo que nació producto a un noviazgo que sostuvo años atrás con Teresa (Jenny Cavallo).
La serie tiene también algunos personajes recurrentes. Christian Sève aparece en varios episodios como el novio de Laura, Gato. Max Corvalán interpreta al padre de Lete, Juan Pablo Letelier, María Izquierdo aparece en varios capítulos interpretando a la madre de Paula y Gustavo y exesposa de Pepe, Teté de Gallo. Luis Uribe como el exesposo de Sara y padre biológico de Chito. Soledad Pérez como Olga, la madre de Fernando Navarro que viene de Limache. 
También Carolina Ardohaín, más conocida como Pampita, interpreta a un personaje secundario de Magdalena, vecina recién llegada al condominio, donde comparte principalmente con Juan Pablo y Paula. Pampita fue una de los actores y artistas invitados a la producción de Mega quienes, según el equipo, habrían aceptado dado que "Modern Family es una marca muy potente".

### Árbol genealógico
Los personajes en color verde son los que tienen un papel principal en la serie.
|  |  |  |  | Luis García | Luis García | Luis García | Luis García | Luis García  | Luis García  |              |              | Sara Astudillo | Sara Astudillo | Sara Astudillo | Sara Astudillo | Sara Astudillo | Sara Astudillo |               |               |               |               |               |               |      |      |      |      |                  |                  |                  |                  |                  |                  |            |            | Pepe Gallo    | Pepe Gallo    | Pepe Gallo    | Pepe Gallo    | Pepe Gallo    | Pepe Gallo    |                |                | Teté           | Teté           | Teté           | Teté           | Teté        | Teté        |                  |                  | Javiera          | Javiera          | Javiera          | Javiera          | Javiera             | Javiera             |                     |                     | Juan Pablo          | Juan Pablo          | Juan Pablo    | Juan Pablo    | Juan Pablo | Juan Pablo |  |  |
|  |  |  |  | Luis García | Luis García | Luis García | Luis García | Luis García  | Luis García  |              |              | Sara Astudillo | Sara Astudillo | Sara Astudillo | Sara Astudillo | Sara Astudillo | Sara Astudillo |               |               |               |               |               |               |      |      |      |      |                  |                  |                  |                  |                  |                  |            |            | Pepe Gallo    | Pepe Gallo    | Pepe Gallo    | Pepe Gallo    | Pepe Gallo    | Pepe Gallo    |                |                | Teté           | Teté           | Teté           | Teté           | Teté        | Teté        |                  |                  | Javiera          | Javiera          | Javiera          | Javiera          | Javiera             | Javiera             |                     |                     | Juan Pablo          | Juan Pablo          | Juan Pablo    | Juan Pablo    | Juan Pablo | Juan Pablo |  |  |
|  |  |  |  |             |             |             |             |              |              |              |              |                |                |                |                |                |                |               |               |               |               |               |               |      |      |      |      |                  |                  |                  |                  |                  |                  |            |            |               |               |               |               |               |               |                |                |                |                |                |                |             |             |                  |                  |                  |                  |                  |                  |                     |                     |                     |                     |                     |                     |               |               |            |            |  |  |
|  |  |  |  |             |             |             |             |              |              |              |              |                |                |                |                |                |                |               |               |               |               |               |               |      |      |      |      |                  |                  |                  |                  |                  |                  |            |            |               |               |               |               |               |               |                |                |                |                |                |                |             |             |                  |                  |                  |                  |                  |                  |                     |                     |                     |                     |                     |                     |               |               |            |            |  |  |
|  |  |  |  |             |             |             |             |              |              |              |              |                |                |                |                |                |                |               |               |               |               |               |               |      |      |      |      |                  |                  |                  |                  |                  |                  |            |            |               |               |               |               |               |               |                |                |                |                |                |                |             |             |                  |                  |                  |                  |                  |                  |                     |                     |                     |                     |                     |                     |               |               |            |            |  |  |
|  |  |  |  |             |             |             |             |              |              |              |              |                |                |                |                |                |                |               |               |               |               |               |               |      |      |      |      |                  |                  |                  |                  |                  |                  |            |            |               |               |               |               |               |               |                |                |                |                |                |                |             |             |                  |                  |                  |                  |                  |                  |                     |                     |                     |                     |                     |                     |               |               |            |            |  |  |
|  |  |  |  |             |             |             |             |              |              |              |              |                |                |                |                |                |                |               |               |               |               |               |               | Olga | Olga | Olga | Olga | Olga             | Olga             |                  |                  | Fernando         | Fernando         | Fernando   | Fernando   | Fernando      | Fernando      |               |               |               |               |                |                |                |                |                |                |             |             |                  |                  |                  |                  |                  |                  |                     |                     |                     |                     |                     |                     |               |               |            |            |  |  |
|  |  |  |  |             |             |             |             |              |              |              |              |                |                |                |                |                |                |               |               |               |               |               |               | Olga | Olga | Olga | Olga | Olga             | Olga             |                  |                  | Fernando         | Fernando         | Fernando   | Fernando   | Fernando      | Fernando      |               |               |               |               |                |                |                |                |                |                |             |             |                  |                  |                  |                  |                  |                  |                     |                     |                     |                     |                     |                     |               |               |            |            |  |  |
|  |  |  |  |             |             |             |             |              |              |              |              |                |                |                |                |                |                |               |               |               |               |               |               |      |      |      |      |                  |                  |                  |                  |                  |                  |            |            |               |               |               |               |               |               |                |                |                |                |                |                |             |             |                  |                  |                  |                  |                  |                  |                     |                     |                     |                     |                     |                     |               |               |            |            |  |  |
|  |  |  |  |             |             |             |             | Chito García | Chito García | Chito García | Chito García | Chito García   | Chito García   |                |                |                |                | Teresa Prieto | Teresa Prieto | Teresa Prieto | Teresa Prieto | Teresa Prieto | Teresa Prieto |      |      |      |      | Fernando Navarro | Fernando Navarro | Fernando Navarro | Fernando Navarro | Fernando Navarro | Fernando Navarro |            |            | Gustavo Gallo | Gustavo Gallo | Gustavo Gallo | Gustavo Gallo | Gustavo Gallo | Gustavo Gallo |                |                | Paula Gallo    | Paula Gallo    | Paula Gallo    | Paula Gallo    | Paula Gallo | Paula Gallo |                  |                  |                  |                  |                  |                  | Juan Pablo Letelier | Juan Pablo Letelier | Juan Pablo Letelier | Juan Pablo Letelier | Juan Pablo Letelier | Juan Pablo Letelier |               |               |            |            |  |  |
|  |  |  |  |             |             |             |             | Chito García | Chito García | Chito García | Chito García | Chito García   | Chito García   |                |                |                |                | Teresa Prieto | Teresa Prieto | Teresa Prieto | Teresa Prieto | Teresa Prieto | Teresa Prieto |      |      |      |      | Fernando Navarro | Fernando Navarro | Fernando Navarro | Fernando Navarro | Fernando Navarro | Fernando Navarro |            |            | Gustavo Gallo | Gustavo Gallo | Gustavo Gallo | Gustavo Gallo | Gustavo Gallo | Gustavo Gallo |                |                | Paula Gallo    | Paula Gallo    | Paula Gallo    | Paula Gallo    | Paula Gallo | Paula Gallo |                  |                  |                  |                  |                  |                  | Juan Pablo Letelier | Juan Pablo Letelier | Juan Pablo Letelier | Juan Pablo Letelier | Juan Pablo Letelier | Juan Pablo Letelier |               |               |            |            |  |  |
|  |  |  |  |             |             |             |             |              |              |              |              |                |                |                |                |                |                |               |               |               |               |               |               |      |      |      |      |                  |                  |                  |                  |                  |                  |            |            |               |               |               |               |               |               |                |                |                |                |                |                |             |             |                  |                  |                  |                  |                  |                  |                     |                     |                     |                     |                     |                     |               |               |            |            |  |  |
|  |  |  |  |             |             |             |             |              |              |              |              |                |                |                |                |                |                |               |               |               |               |               |               |      |      |      |      |                  |                  |                  |                  |                  |                  |            |            |               |               |               |               |               |               |                |                |                |                |                |                |             |             |                  |                  |                  |                  |                  |                  |                     |                     |                     |                     |                     |                     |               |               |            |            |  |  |
|  |  |  |  |             |             |             |             |              |              |              |              |                |                |                |                |                |                |               |               |               |               |               |               |      |      |      |      |                  |                  |                  |                  |                  |                  |            |            |               |               |               |               |               |               |                |                |                |                |                |                |             |             |                  |                  |                  |                  |                  |                  |                     |                     |                     |                     |                     |                     |               |               |            |            |  |  |
|  |  |  |  |             |             |             |             |              |              |              |              |                |                |                |                |                |                |               |               |               |               |               |               |      |      |      |      |                  |                  |                  |                  | Anto Gallo       | Anto Gallo       | Anto Gallo | Anto Gallo | Anto Gallo    | Anto Gallo    |               |               |               |               | Laura Letelier | Laura Letelier | Laura Letelier | Laura Letelier | Laura Letelier | Laura Letelier |             |             | Javiera Letelier | Javiera Letelier | Javiera Letelier | Javiera Letelier | Javiera Letelier | Javiera Letelier |                     |                     | Luca Letelier       | Luca Letelier       | Luca Letelier       | Luca Letelier       | Luca Letelier | Luca Letelier |            |            |  |  |
|  |  |  |  |             |             |             |             |              |              |              |              |                |                |                |                |                |                |               |               |               |               |               |               |      |      |      |      |                  |                  |                  |                  | Anto Gallo       | Anto Gallo       | Anto Gallo | Anto Gallo | Anto Gallo    | Anto Gallo    |               |               |               |               | Laura Letelier | Laura Letelier | Laura Letelier | Laura Letelier | Laura Letelier | Laura Letelier |             |             | Javiera Letelier | Javiera Letelier | Javiera Letelier | Javiera Letelier | Javiera Letelier | Javiera Letelier |                     |                     | Luca Letelier       | Luca Letelier       | Luca Letelier       | Luca Letelier       | Luca Letelier | Luca Letelier |            |            |  |  |

### Personajes principales
| Actor              | Rol                    | Apodo  |
| ------------------ | ---------------------- | ------ |
| Patricio Contreras | José Luis Gallo        | Pepe   |
| Álvaro Escobar     | Juan Pablo Letelier    | Lete   |
| Mariana Loyola     | Paula Gallo            | Paula  |
| Nicolás Saavedra   | Gustavo Gallo          | Gus    |
| Mario Soto         | Fernando Navarro       | Feña   |
| Nidyan Fabregat    | Sara Astudillo         | Sarita |
| Valeska Díaz       | Laura Letelier Gallo   | Laura  |
| Ian Morong         | Luis García Astudillo  | Chito  |
| Rosita Vial        | Javiera Letelier Gallo | Javi   |
| Luca Yaconi        | Luca Letelier Gallo    | Luca   |
| Antonella Castillo | Antonia Gallo Prieto   | Anto   |

### Personajes secundarios
| Actor            | Rol                 | Parentesco | Rol              | Temporada | Caps en que aparece |
| ---------------- | ------------------- | ---------- | ---------------- | --------- | ------------------- |
| Christian Sève   | Gato                | Novio      | Laura Letelier   | 01        | 01-02-04-05         |
| Jenny Cavallo    | Teresa Prieto       | Madre      | Antonia Gallo    | 01        | 01                  |
| María Izquierdo  | Teté de Gallo       | Madre      | Paula y Gustavo  | 01        | 02                  |
| Luis Uribe       | Luis García         | Padre      | Chito García     | -         |                     |
| Soledad Pérez    | Olga                | Madre      | Fernando Navarro | -         |                     |
| Max Corvalán     | Juan Pablo Letelier | Padre      | Lete             | -         |                     |
| Edinson Díaz     | Ramón               | Maestro    | Familia Gallo    | 01        | 02                  |
| Carolina Paulsen | Srta. Martínez      | Directora  | Colegio Niños    | -         |                     |

### Actores y artistas invitados
| Temp | Cap | Nombre                  | Rol              | Parentesco                                                      |
| ---- | --- | ----------------------- | ---------------- | --------------------------------------------------------------- |
| 01   | 01  | Sebastián Goya          | Rafael           | Padre de un chico futbolista                                    |
| 01   | 01  | Felipe Álvarez          | Cliente Joven    | Chico ofendido por Gustavo en un café                           |
| 01   | 01  | Nissim Sharim           | Promotor         | Hombre que le ofrece a Pepe inscribirse a un club tercera edad. |
| 01   | 01  | Catalina Lledo          | Camila           | Niña que le gusta a Chito.                                      |
| 01   | 03  | Carolina Ardohaín       | Magdalena        | Vecina.                                                         |
| 01   | 03  | Emilia Noguera          | Mónica           | Amiga de la plaza.                                              |
| 01   | 03  | Jaime Americo Huerta    | Vendedor         | Tienda de bicicletas.                                           |
| 01   | 04  | Ignacia Allamand        | Lola             | La mejor amiga de Gus y Feña.                                   |
| 01   | 04  | Marcelo Jiménez         | Camilo Sesto     | Doble de Camilo Sesto en Chile.                                 |
| 01   | 04  | Juan Eduardo Sarmiento  | Repartidor       | Repartidor del barrio.                                          |
| 01   | 05  | Carmen Gloria Bresky    | Valeria          | Amiga de Paula.                                                 |
| 01   | 05  | Ramon Farias            | Obrero           | Constructora del barrio.                                        |
| 01   | 05  | Luky Buzzio             | Musculoso        | Cliente del gimnasio.                                           |
| 01   | 05  | Marcela Orrego          | Carmen           | Nana de Pepe Gallo.                                             |
| 01   | 05  | Esteban Vilemas         | Modelo           | Cliente del gimnasio.                                           |
| 01   | 05  | Victor Fajardo          | Pelado           | Hombre chocado por Sara.                                        |
| 01   | 06  | Andrés Alvarado         | Cartero          | Cartero del condominio.                                         |
| 01   | 06  | Feliz Venegas           | Colado           | Hombre que pelea con Paula en la fila.                          |
| 01   | 06  | Patricio Vásquez        | Guardia          | Guardia del centro comercial.                                   |
| 01   | 06  | Ignacio Sitja           | Niño             | Niño que se tira con Lete en alfombra mágica.                   |
| 01   | 06  | Katirai Tricot          | Niño             | Niño que está de cumpleaños.                                    |
| 01   | 07  | Jaime McManus           | Gastón           | Cliente de Gustavo                                              |
| 01   | 07  | Mauricio Pitta          | Chamán           | Chamán que casa a Paula y Lete.                                 |
| 01   | -   | Gonzalo Robles          | Vecino           | Vecino de Pepe Gallo.                                           |
| 01   | -   | Cristian Gajardo        |                  | Amigo gay.                                                      |
| 01   | -   | Eugenia García-Huidobro |                  | Apoderada curso taekwondo.                                      |
| 01   | -   | Ingrid Parra            |                  | Niña de animales.                                               |
| 01   | -   | Alejandro Trejo         |                  | Pelao tenista.                                                  |
| 01   | -   | Manuel Peña             |                  | Jefe Gustavo.                                                   |
| 01   | -   | Kurt Carrera            |                  | Entrenador de fútbol.                                           |
| 01   | -   | Álvaro Salas            | Álvaro Salas     | Humorista día de los enamorados.                                |
| 01   | -   | Macarena Venegas        | Macarena Venegas | Amiga Gustavo y Fernando.                                       |
| 01   | -   | Felipe Ríos             |                  | Amigo gay.                                                      |
| 01   | -   | Juan Pablo Saez         | Juan Pablo Saez  | Amigo Gustavo Gallo.                                            |
| 01   | -   | Rodrigo Pardow          |                  | Director Comercial.                                             |
| 01   | -   | Nelly Meruane           |                  | Abuela Anto.                                                    |
| 01   | -   | Aníbal Reyna            |                  | Abuelo Anto.                                                    |
| 01   | -   | Catalina Olcay          |                  | Apoderada colegio.                                              |
| 01   | -   | José Martínez           |                  | Ex pololo de Paula.                                             |

## Adaptación
La adaptación de los libretos para los particulares personajes, ha sido de alguna manera lo más complejo, debido a que la realidad estadounidense dista mucho de la chilena.

### Relación entre hombres
La trama sobre una pareja del mismo sexo que adoptaba a un hijo se debió cambiar en la versión de Chile, ya que en el país, legalmente, no es permitido. Por lo que aparecerá una exnovia del rol de Nicolás Saavedra, a cargo de la actriz Jenny Cavallo, con quien este hombre vivirá una noche de pasión loca, producto de la cual ella quedará embarazada. Y será este bebé el que estará en manos del rol de Saavedra y de su pareja en la ficción, interpretado por Mario Soto.

### Episodios
Los episodios no parecen seguir una línea de tiempo cronológica. Algunos episodios comienzan con un miembro de la familia contestando una pregunta específica, a partir de la cual se desarrolla el episodio. La serie entonces sigue las aventuras y desventuras de las tres familias que se enfrentan a los retos de un día en particular. En ocasiones estos hechos ocurren con las tres familias presentes, en otros se van interrelacionando y en otras no coinciden entre sí. Los episodios pueden centrarse en el papel del padre, o la vida de los niños en cada familia, etc. Los episodios suelen acabar con la voz en off de uno de los personajes, que da su opinión como respuesta a la pregunta inicial. Además, el final casi siempre implica una dulce resolución sobre algún conflicto menor desarrollado en el transcurso del episodio.
Otros episodios pueden no tener la pregunta a partir de la cual se desarrolla el episodio, pero sí seguir un evento que une a las tres familias, como un cumpleaños.
| Cap Aire MEGA | Temp | Cap | Título original            | Título Chile                    | Adaptado y Editado por                                                             | Estado  |
| ------------- | ---- | --- | -------------------------- | ------------------------------- | ---------------------------------------------------------------------------------- | ------- |
| 01            | 01   | 01  | Pilot                      | La sorpresita                   | Francisco Bobadilla / Rodrigo Gijón Ismael Varela                                  | Emitido |
| 02            | 01   | 04  | The Incident               | El incidente aquel              | Francisco Bobadilla / Rodrigo Gijón Julio Greene / Cristóbal Díaz / Luis Ponce     | Emitido |
| 03            | 01   | 02  | The Bicycle Thief          | La clave para ser un buen padre | Francisco Bobadilla / Rodrigo Gijón Cristóbal Díaz / Isabel García Huidobro        | Emitido |
| 04            | 01   | 08  | Great Expectations         | Grandes expectativas            | Francisco Bobadilla / Rodrigo Gijón Marco Silva                                    | Emitido |
| 05            | 01   | 14  | Moon Landing               | En la cancha se ven los gallos  | Francisco Bobadilla / Rodrigo Gijón Ismael Varela                                  | Emitido |
| 06            | 01   | 19  | Game Changer               | El cumpleaños de Lete           | Francisco Bobadilla / Rodrigo Gijón Cristóbal Díaz                                 | Emitido |
| 07            | 01   | 23  | Hawái                      | Resistiré                       | Francisco Bobadilla / Rodrigo Gijón Ismael Varela                                  | Emitido |
| 08            | 01   | 24  | Family Portrait            | Tarea familiar                  | Francisco Bobadilla / Rodrigo Gijón Cristóbal Díaz / Isabel García Huidobro        | Emitido |
| 09            | 02   | 03  | Earthquake                 | Cuando pase el temblor          | Francisco Bobadilla / Rodrigo Gijón Luz Croxatto / Cristóbal Díaz / Matías Cornejo | Emitido |
| 10            | 02   | 05  | Unplugged                  | Desenchufados                   | Francisco Bobadilla / Rodrigo Gijón Marco Silva / Cristóbal Díaz                   | Emitido |
| x             | 01   | 03  | Come Fly With Me           | Vuela conmigo                   | -                                                                                  |         |
| x             | 01   | 10  | Undeck The Halls           | Adiós a la Navidad              | -                                                                                  |         |
| X             | 01   | 11  | Up All Night               | Noche en vela                   | -                                                                                  |         |
| X             | 01   | 12  | Not In My House            | ¡En mi casa no!                 | -                                                                                  |         |
| X             | 01   | 13  | Fifteen Percent            | Un quince por ciento            | -                                                                                  |         |
| X             | 01   | 05  | Coal Digger                | La cazafortunas                 | -                                                                                  |         |
| X             | 01   | 15  | My Funky Valentine         | Un San Valentín muy raro        | -                                                                                  |         |
| X             | 01   | 16  | Fears                      | Miedos                          | -                                                                                  |         |
| X             | 01   | 17  | Truth Be Told              | La verdad sea dicha             | -                                                                                  |         |
| X             | 01   | 18  | Starry Night               | Noche estrellada                | -                                                                                  |         |
| X             | 01   | 06  | Run For Your Wife          | Corre por tu esposa             | -                                                                                  |         |
| X             | 01   | 20  | Benched                    | Al banquillo                    | -                                                                                  |         |
| X             | 01   | 21  | Travels With Scout         | Mis viajes con Scout            | -                                                                                  |         |
| X             | 01   | 22  | Airport 2010               | Aeropuerto                      | -                                                                                  |         |
| X             | 01   | 07  | En garde                   | En guardia                      | -                                                                                  |         |
| X             | 01   | 09  | Fizbo                      | El Payaso                       | -                                                                                  |         |
| X             | 02   | 01  | Old Wagon                  | El auto viejo                   | -                                                                                  |         |
| X             | 02   | 02  | The Kiss                   | El beso                         | -                                                                                  |         |
| X             | 02   | 04  | Strangers On A Treadmill   | Extraños en un tapiz rodante    | -                                                                                  |         |
| X             | 02   | 06  | Halloween                  | Halloween                       | -                                                                                  |         |
| X             | 02   | 07  | Chirp                      | Chirrido                        | -                                                                                  |         |
| X             | 02   | 08  | Manny Get Your Gun         | Chito tiene su pistola          | -                                                                                  |         |
| X             | 02   | 09  | Mother Tucker              | La mamá de Feña                 | -                                                                                  |         |
| X             | 02   | 10  | Dance Dance Revelation     | La revelación del baile         | -                                                                                  |         |
| X             | 02   | 11  | Slow Down Your Neighboards | Reduzca velocidad tus vecinos   | -                                                                                  |         |
| X             | 02   | 12  | Our Childrens, Ourselves   | Nuestros niños, nosotros mismos | -                                                                                  |         |
| X             | 02   | 13  | Caught In The Act          | Sorprendido en el acto          | -                                                                                  |         |
| X             | 02   | 14  | Bixby's Back               | El regreso de Bixby             | -                                                                                  |         |
| X             | 02   | 15  | Princess Party             | Fiesta de princesa              | -                                                                                  |         |
| X             | 02   | 16  | Regrets Only               | Lamentablemente solo            | -                                                                                  |         |
| X             | 02   | 17  | Two Monkeys And A Panda    | Dos monos y un panda            | -                                                                                  |         |
| X             | 02   | 18  | Boy's Night                | Noche de chicos                 | -                                                                                  |         |
| X             | 02   | 19  | The Musical Man            | El hombre musical               | -                                                                                  |         |
| X             | 02   | 20  | Someone To Watch Over Lily | Alguien debe cuidar a Anto      | -                                                                                  |         |
| X             | 02   | 21  | Mother's Day               | El día de las madres            | -                                                                                  |         |
| X             | 02   | 22  | Good Cop Bad Dog           | Buen policía, perro malo        | -                                                                                  |         |
| X             | 02   | 23  | See You Next Fall          | Nos vemos en la próxima bajada  | -                                                                                  |         |
| X             | 02   | 24  | The One That Got Away      | El único que se escapó          | -                                                                                  |         |

## Audiencia
En Chile el sistema de medición de audiencia es a través del índice de audiencia. 
El índice de audiencia mide el consumo de un espacio televisivo, equivaliendo al número promedio o porcentaje de individuos u hogares que mantienen contacto con un evento televisivo durante un período de tiempo. En otras palabras, es un indicador de permanencia promedio que señala el número de telespectadores.
| 1  | 1 | 1  | La sorpresita                   | Jueves  | 3 de diciembre  | 00:32 - 01:15 | 13,2 | Ver capítulo«Revisa el primer capítulo.». Archivado desde el original el 7 de diciembre de 2015. Consultado el 8 de diciembre de 2015.   | [ 9 ]  |
| 2  | 1 | 4  | El incidente aquel              | Domingo | 6 de diciembre  | 00:09 - 00:52 | 11,4 | Ver capítulo«Revisa el segundo capítulo.». Archivado desde el original el 9 de diciembre de 2015. Consultado el 8 de diciembre de 2015.  | [ 10 ] |
| 3  | 1 | 2  | La clave para ser un buen padre | Jueves  | 10 de diciembre | 00:10 - 00:55 | 11,2 | Ver capítulo«Revisa el tercer capítulo.». Archivado desde el original el 15 de diciembre de 2015. Consultado el 12 de diciembre de 2015. | [ 11 ] |
| 4  | 1 | 8  | Grandes expectativas            | Domingo | 13 de diciembre | 00:18 - 00:54 | 12,4 | Ver capítulo«Revisa el cuarto capítulo.». Archivado desde el original el 22 de diciembre de 2015. Consultado el 17 de diciembre de 2015. | [ 12 ] |
| 5  | 1 | 14 | En la cancha se ven los Gallos  | Jueves  | 17 de diciembre | 00:20 - 01:05 | 11,3 | Ver capítulo«Revisa el quinto capítulo.». Archivado desde el original el 22 de diciembre de 2015. Consultado el 21 de diciembre de 2015. | [ 13 ] |
| 6  | 1 | 19 | El cumpleaños de Lete           | Domingo | 20 de diciembre | 00:10 - 00:46 | 10,3 | Ver capítulo«Revisa el sexto capítulo.». Archivado desde el original el 22 de diciembre de 2015. Consultado el 21 de diciembre de 2015.  | [ 14 ] |
| 7  | 1 | 23 | Resistiré                       | Domingo | 27 de diciembre | 00:30 - 01:10 | 11,2 | Ver capítulo«Revisa el séptimo capítulo.». Archivado desde el original el 9 de enero de 2016. Consultado el 29 de diciembre de 2015.     | [ 15 ] |
| 8  | 1 | 24 | Tarea familiar                  | Domingo | 3 de enero      | 01:35 - 02:13 | 6,8  | Ver capítulo«Revisa el octavo capítulo.». Archivado desde el original el 27 de enero de 2016. Consultado el 22 de enero de 2016.         | [ 16 ] |
| 9  | 2 | 3  | Cuando pase el temblor          | Domingo | 10 de enero     | 01:28 - 02:00 | 7,9  | Ver capítulo«Revisa el noveno capítulo.». Archivado desde el original el 20 de enero de 2016. Consultado el 22 de enero de 2016.         | [ 17 ] |
| 10 | 2 | 5  | Desenchufados                   | Domingo | 17 de enero     | 01:22 - 01:54 | 8,3  | Ver capítulo«Revisa el décimo capítulo.». Archivado desde el original el 23 de enero de 2016. Consultado el 22 de enero de 2016.         | [ 18 ] |

## Equipo realizador
- Producción ejecutiva: Jimena Oto
- Director general: Diego Rougier
- Productor general: Tomás Macan

## Premios y nominaciones
| 2017 | Premios Caleuche |                          |                |          |
| 2017 | Premios Caleuche | Mejor actriz protagónica | Mariana Loyola | Nominada |
| 2017 | Premios Caleuche | Mejor actor protagónico  | Álvaro Escobar | Nominado |
| 2017 | Premios Caleuche | Mejor actor de soporte   | Mario Soto     | Nominado |